# Sabine National Forest
Der Sabine National Forest ist ein US-amerikanischer National Forest, der im Osten des Bundesstaates Texas nahe an der Grenze zu Louisiana gelegen ist und ein Gebiet von mehr als 1608 Quadratkilometern umfasst. Er liegt in fünf Countys: Sabine County, Shelby County, San Augustine County, Newton County und Jasper County.
Die nächstgelegenen Orte im Westen sind die texanischen Städte Hemphill, San Augustine und Shelbyville, im Osten die Städte Many, Zwolle und Converse in Louisiana.
Der Forst wird zusammen mit den drei Nationalforsts Angelina National Forest, Davy Crockett National Forest und Sam Houston National Forest sowie den beiden Grünlandgebieten Caddo National Grassland und Lyndon B. Johnson National Grassland verwaltet. Der Forst wurde am 13. Oktober 1936 gegründet.

## Geschichte
Die Artenvielfalt und naturräumliche Gestaltung des heutigen Nationalforsts geschah zum Teil schon vor über 10.000 Jahren. Die ersten Bewohner waren nomadische Jäger. Als die ersten Europäer das Land im späten 16. Jahrhundert erkundeten, trafen sie auf von der Landwirtschaft abhängige Bewohner, die große Dörfer besaßen und deren Leben von religiösen und sozialen Ritualen und Richtlinien geprägt war. Versuche der Spanier im 17. und 18. Jahrhundert, sich im Osten Texas’ niederzulassen, scheiterten regelmäßig an Auseinandersetzungen mit Ureinwohnern. Zu Beginn des 19. Jahrhunderts bestand von den ehemals über zwei Dutzend Indianerstämmen lediglich einer noch.
Im späten 19. Jahrhundert entdeckten Bauholzproduzenten das Areal für sich und nutzten die alten und weitläufigen Baumbestände für ihre Produktionen. Durch den baldigen Ausbau des Eisenbahnnetzes wurde eine Grundlage geschaffen, die Holzressourcen des Gebietes weiträumig abzubauen. Als große Teile dieser profitablen Ressourcen erschöpft waren, zogen die Unternehmer weiter. Heute sind im Nationalforst noch alte Spuren der Eisenbahntrasse zu finden.
1934 wurden in Texas Gesetze geschaffen, um bereits dezimierte Naturbestände fortan vor weiterer Ausnutzung zu schützen. Ab 1935 wurden große Areale, zu denen heute auch der Sabine National Forest sowie die anderen parallel verwalteten Forste gehören, erworben und geschützt. Neben einem Feuer- und Erosionsschutz wurden auch Bestände gesichert und neue Bäume gepflanzt. Bis heute hat sich ein weitläufiger Sekundärwald entwickelt.

## Freizeit
Der Nationalforst bietet eine Vielfalt an Freizeitmöglichkeiten. Dazu gehören Camping, Angeln, Reiten und Klettern. Darüber hinaus besteht ein 45 Kilometer langes Netz aus Wanderwegen. Ein mehr als 260 Quadratkilometer großes Wildtier-Areal ist zur Jagd geöffnet. Über 120 Quadratkilometer sind als Totalreservat von jeglichen menschlichen Eingriffen geschützt.